# マレーシア・インド人会議

ロゴマーク

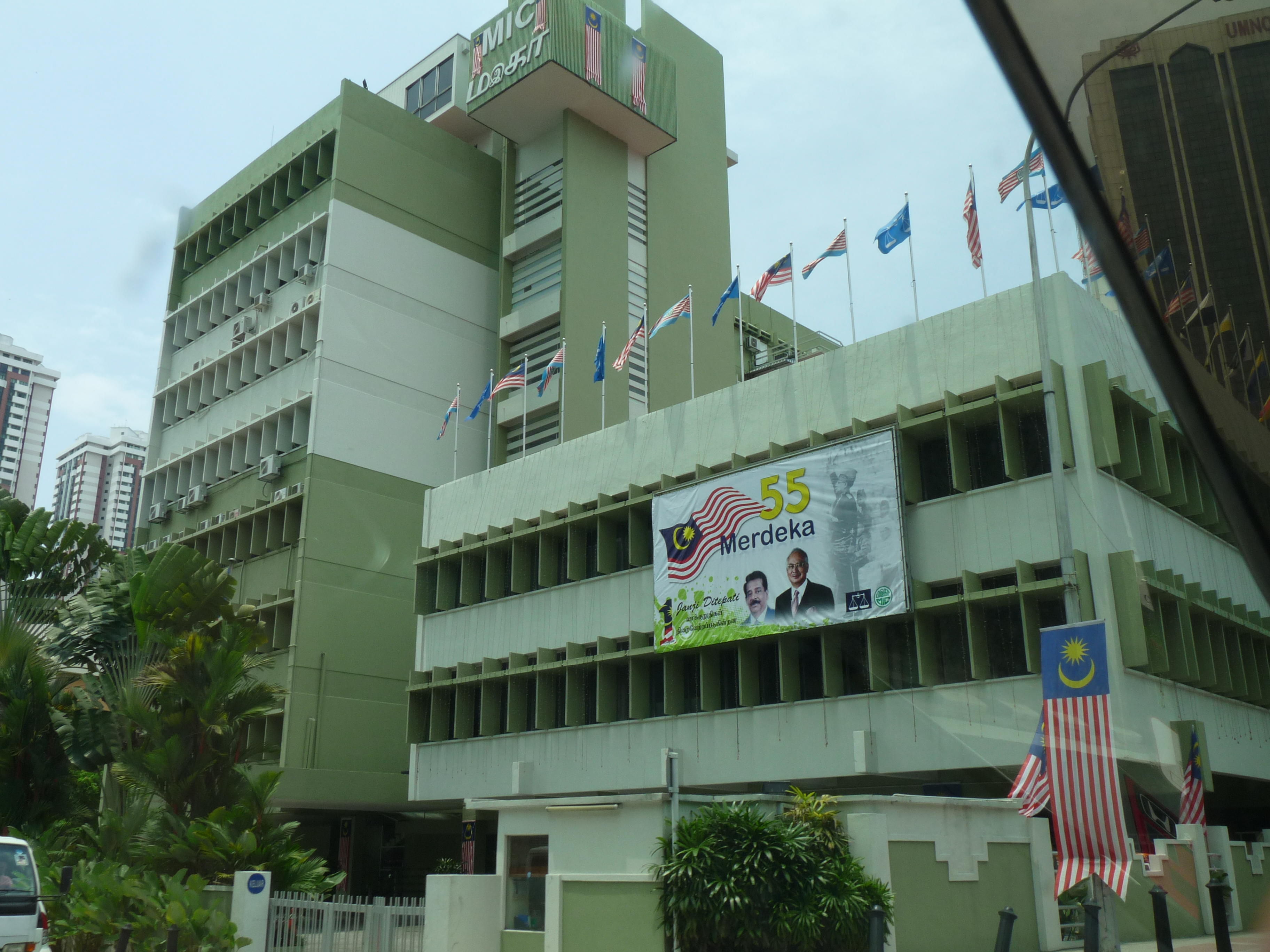
クアラルンプールでマレーシア・インド人会議の本社

マレーシア・インド人会議（マレーシア・インドじんかいぎ、タミル語: மலேசிய இந்திய காங்கிரசு、英語: Malaysia Indian Congress、略称MIC、マレー語: Kongres India Se-Malaysia）は、1946年に結成されたマレーシアの政党である。

## 概説
党員はインド系住民（印僑）に限定されており、その利益を専門に代表する唯一の議会政党。独立後はマレー系の統一マレー国民組織（UMNO）およびマレーシア華人協会（MCA）と組むことで一貫して連立与党の地位にあり、現在も与党連合である国民戦線（BN）に加盟している。
第二次世界大戦中にチャンドラ・ボースが率いた自由インド仮政府の活動を基礎として（初代党首ジョン・サイヴィはインド国民軍に加わり、戦後イギリス当局によって収監された経験を持つ）1946年、インド国民会議をモデルに結成された。現在も党の行事でボースを顕彰している。
結成当初はインド系のなかでも都市部に集中していた北インド系住民の影響が強かったが、次第にエステートで働く農園労働者として地方に散在している南インド・タミル系住民からの労働・福祉面の要求を中心に代表するようになった。
2004年の総選挙では下院で3.2％の得票で9議席を獲得した。ただし小選挙区制のため選挙ではBNを構成する他党、特にUMNOの協力がなくては議席を確保できない状態である。2008年総選挙では与党批判のなか大きく後退して3議席にとどまり、党首のサミー・ヴェルー公共事業大臣も落選した。
日本語での研究書には山田満『多民族国家マレーシアの国民統合－インド人の周辺化問題』がある。